# Pont de Sant Pere dels Arquells
El pont de Sant Pere dels Arquells és un pont del poble de Sant Pere dels Arquells, al municipi de Ribera d'Ondara (Segarra) que forma part de l'Inventari del Patrimoni Arquitectònic de Catalunya.

## Descripció
És un pont reformat situat a l'entrada del nucli urbà i bastit damunt del riu Ondara. i presenta un ull d'arc de mig punt i un pas superior per on passen els vehicles per accedir a la vila. A banda i banda del pont, ambdues ribes, s'hi basteixen sòlids brancals que arrenquen de la cinglera calcària que aflora del riu. Ambdues façanes presenten una obra realitzada amb paredat i la volta interior de l'arc de mig punt amb volta de maó plana.